# 民族主义共和联盟
民族主义共和联盟（西班牙語：Alianza Republicana Nacionalista，缩写为ARENA），萨尔瓦多政党，1981年9月30日由罗伯托·道布伊松和格罗斯（Mercedes Gloria Salguero Gross）创建。該黨掌控国民议会到1985年，1989年在阿尔弗雷多·克里斯蒂亚尼的带领下赢得总统选举，此后该党一直执政到2009年，才由左翼的法拉本多·马蒂民族解放阵线執政。2012年議會選舉再次成为该国的多数党。